# Farkas Tamás (koreográfus)
Farkas Tamás (Békéscsaba, 1984 –) magyar koreográfus, néptáncpedagógus, folklórgyűjtő.

## Élete

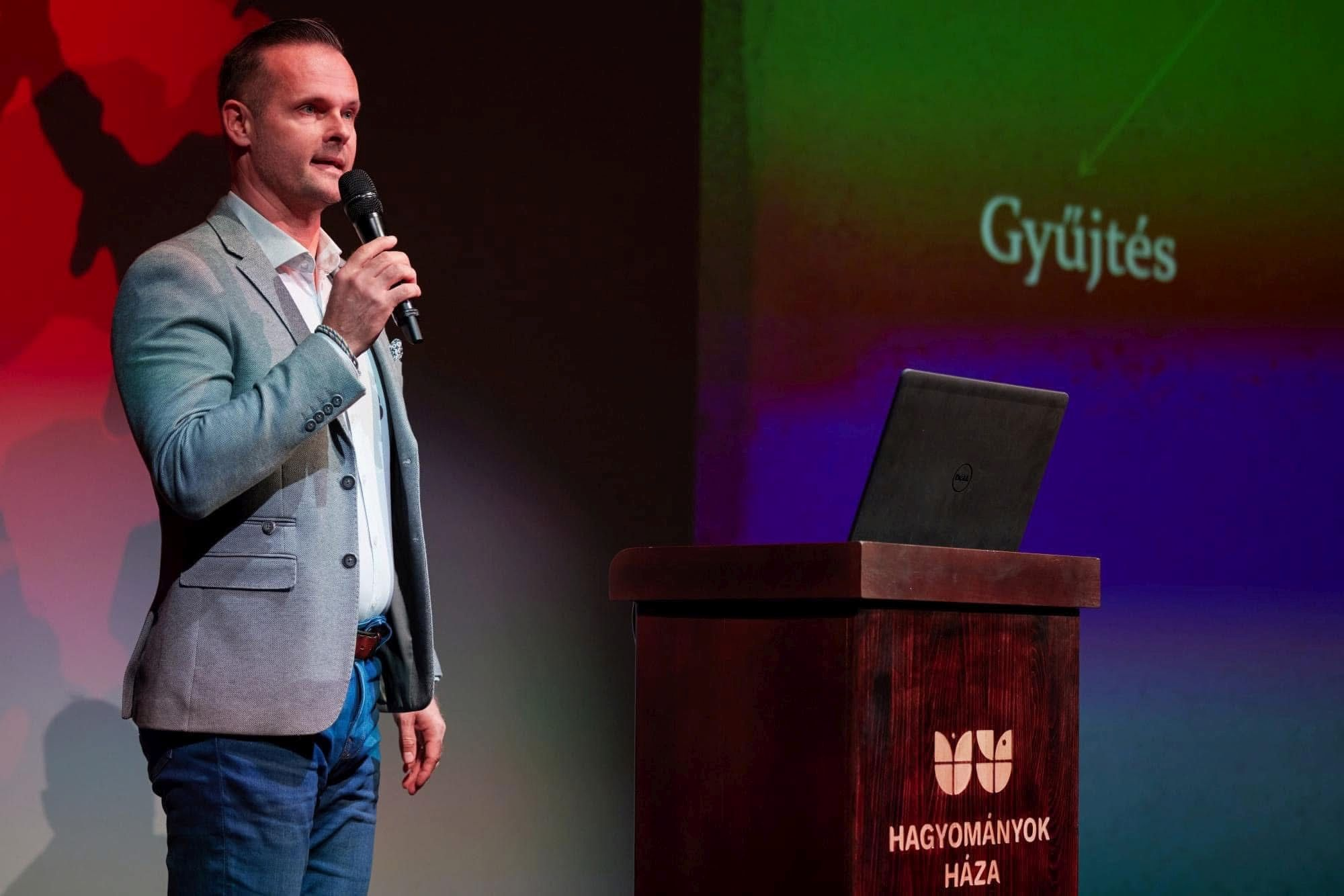
Hagyományok Háza, Eleven tánctörténet

Édesanyja Kurtucz Borbála Erzsébet pedagógus, koreográfus, néptáncoktató. Édesanyja révén korán megismerkedett a kultúra e válfajával. Hétéves korában kezdett el táncolni a Hétpróbás Tánccsoportban. Tagja volt a békéscsabai Kistabán és a Tabán Táncegyütteseknek. Kétszer is indult a Szarvasi Országos Gyermek Szólótánc Fesztiválon, ahol mindkét alkalommal a döntőbe jutott és különdíjban részesült.
Középiskolai tanulmányait a békéscsabai Rózsa Ferenc Gimnáziumban végezte. Az érettségi után felvételt nyert a Magyar Táncművészeti Főiskola néptánc-pedagógus szakára, ahol 2007-ben diplomát szerzett, a mesterszakot 2015-ben fejezte be. 
2018 januárjában a Kodolányi János Főiskolán szerezte mentortanári diplomáját. 
2019. március 7-én „Pedagógus II.” kategóriába lépett, majd 2019. június 28-án sikeres közoktatás-vezető szakvizsgát tett.
2006 óta a Tabán Néptánc Egyesület, 2019 óta az Aradi Kamaraszínház néptánc pedagógusa, koreográfusa, táncmestere. Közel 300 gyerek és felnőtt táncol a kezei alatt.
2009 és 2019 között a Világ-Virága Alapfokú Művészeti Iskola tanára volt.
A Tabán Néptánc Egyesület fenntartása alatt működő gyerek-, ifjúsági és felnőtt együtteseket, az Apró Tabán, a Kistabán, a Tabánka, az Ifjú Tabán és a Tabán Táncegyütteseket vezeti. Az 1990-es évek végén kezdett táncgyűjtéssel, tánckutatással foglalkozni, azóta is havi rendszerességgel jár hagyományőrző területekre filmezni, kutatni; elsősorban olyan falvakba, amelyek részben vagy teljesen ismeretlenek a kutatók előtt. Családi szálak kötik Arad megyébe, ezért kiemelt jelentőségű feladatként kezeli az Arad és a Bihar megyében élő magyarok és más etnikumok táncainak megismerését, gyűjtését, tanulását és színpadra állítását.
2000 óta rendszeresen, évi több alkalommal tart néptánctábort a határon túl, Arad vidéki falvak (Kisjenő, Majláthfalva, Kisiratos, Simonyifalva) és a Gyergyói-medence magyar ajkú lakosainak. Ezen alkalmakkor lehetőség nyílik az általuk már elfeledett helyi néptáncok visszatanítására. Célja, hogy minél több, a néptáncos szakma előtt „fehér foltnak” számító terület, illetve falu tánc- és zenehagyományát feltérképezze, ezeket elsajátítva különböző koreográfiai formákban színpadra helyezze.

## Eredményei
- 2007. április a Nyíregyházi Országos Ifjúsági Fesztiválon 1. helyezés, pedagógiai díj és 3 szóló táncosi díj[6]
- 2007. június a csehországi Kuňovicén megrendezett nemzetközi versenyfesztiválon 1. helyezés[7]
- 2007. október a Nagykállói Országos Néptánc Fesztiválon Együttesi Nívódíj[8]

- 2009. július a bulgáriai Burgasban megrendezett nemzetközi versenyfesztiválon 1. helyezés[9]

- 2010. április 16-18. XXIV. Zalai Kamarafesztiválon Együttesi Nívódíj, Koreográfiai Nívódíj, I. szóló táncosi díj az együttes szólótáncosának, Szabó Dánielnek; zenekari különdíj[10]
- 2010. október 17. Salgótarjánban a Néptáncosok Országos Bemutató Színpada elnevezésű versenyprogramban Kiválóan Minősült Cím a Tabán Táncegyüttesnek a "Báli hangulatok a Maros-mentéről" című műsorral[11]
- 2005-2010. között a jászberényi Jászság Népi Együttes tagja volt
- 2007 és 2009. január a Békéscsabai Országos Felnőtt Szólótánc Fesztiválon „Aranysarkantyús” táncos, 2011-ben „Örökös Aranysarkantyús” cím[12]
- A 2008-ban és 2009-ben, a Summerfest programjain belül megrendezett I. és II. Facsard meg! Sirítsd meg! elnevezésű nemzetközi szólótánc versenyen mindkét alkalommal megnyerte a fődíjat, a „Sirítő díjat”[13]
- 2010. április a XIII. Nemzetközi Legényesverseny „2010. év legényes táncosa” cím[14]
- 2010. 08.24-25-én, Szabadkán megrendezett Nemzetközi Koreográfus Versenyen a „Dönöge mentén” című somogyi koreográfiával 1. helyezés
- 2010. „Népművészet Ifjú Mestere” cím, állami kitüntetés, az Arad megyében végzett gyűjtő munka kapcsán
- 2010. október 30. a III. Vajdasági Szólótánc Fesztiválon I. helyezés
- 2010. december 13. a Tabán Táncegyüttes „Békéscsaba románságáért” kitüntetésben részesült
- 2011. november 19. Pozsonyban a Pressburger Nemzetközi Verbunk Versenyen I. helyezés
- 2008. szeptember 4-től december 18-ig Kanadában, a torontói Kodály Táncegyüttes és utánpótláscsoportjainak a koreográfusa; 2009 februárjától augusztusig, majd 2014-ben 5 hetet Ausztráliában, a Melbourne-i magyar közösség oktatója volt[15]
- Koreográfiákat készített Sydney-ben, Perth-ben, Canberra-ban, valamint az Új-Zéland-i Aucklandon.
- 2010 és 2013 között koreográfusa volt a Magyarországi Románok Központi Hagyományőrző Kamara Táncegyüttesének, amellyel 2010. május 8-án, Ráckevén a Muharay Elemér Népművészeti Szövetség által szervezett minősítő fesztiválon az együttes kiérdemelte a „Kiválóan Minősült” címet
- 2011. február 3-tól március 14-ig részt vett a „Romafest-2011” elnevezésű Japán, majd 2013. novemberében ugyanezen műsor Hong Kong-i turnéján, mint táncművész
- 2012. november 25. Hajdúnánáson a Néptáncosok Országos Bemutató Színpadán másodszor „Kiválóan Minősült” együttesi cím a Tabán Táncegyüttesnek az "Élet és tánc a Körösök-mentén" című műsorral[16]
- 2013. június 24-július 7. között részt vett, mint táncművész az Egyesült Államokban, Washington D.C.-ben megrendezett Smithsonian Fesztiválon, ahol Magyarország volt a rendezvény díszvendége[17]
- 2014. április a XXVI. Zalai Kamaratánc Fesztiválon Koreográfusi Nívódíj I. fokozat autentikus kategóriában „A gyergyai hármas” című koreográfiával
- 2015. Tóth Ferenc koreográfus verseny döntőjében a „Bálint zsokja” című alkotás számára Örökség Nívódíjas Gyermektánc koreográfia cím
- 2010 óta koreográfusa a Szeged Táncegyüttes és a Tiszavirág Néptáncegyesület különböző csoportjainak. A Szegeden készült koreográfiái több alkalommal szerepeltek a gyerek, ifjúsági és a felnőtt Néptáncantológia műsorán
- A Tiszavirág Néptánc Egyesület felnőtt csoportjának készített „Fekete-Piros Karácsony” című műsor 2017.november 19-én Salgótarjánban “Kiválóan Minősült” címet nyert
- 2015. a "7 óra 7" az év 40 legfontosabb előadásai közé válogatta a „13” című táncdrámát
- 2017. Tóth Ferenc koreográfus verseny döntőjében „Az ecsedi Kraszna két oldalán” című alkotás Örökség Nívódíjas Gyermektánc koreográfia címet nyert
- 2017. „Fülöp Viktor” tánckutatói ösztöndíj az Emberi Erőforrások Minisztériumától
- 2018. április XXVIII. Zalai Kamaratánc Fesztiválon Együttesi nívódíj a Tabán Táncegyüttesnek
- 2018. április XXVIII. Zalai Kamaratánc Fesztiválon Autentikus Néptánc Kategória Koreográfusi Nívódíj I. Fokozat a „Suvadás” című alkotásért
- 2019. március 23. a „Falusi Ízek” című műsorral harmadjára is „Kiválóan Minősült” együttesi címet kapott a Tabán Táncegyüttes
- 2020. március 1. „Az Év Művészeti Vezetője” nívódíj[18]
- 2020. október 3. Autentikus kategóriában Koreográfusi Nívódíj a III. Maros Kamaratánc Fesztiválon az „Ízes Nagyecsed” című koreográfiával
- 2021. június „Békéscsaba Kultúrájáért” kitüntetés a Tabán Táncegyüttesnek
- 2021. július 10. Koreográfiai I. díj a XII. Martin György Néptáncfesztiválon
- 2022. május 29. Koreográfiai díj a XXV. Bakony Néptáncfesztiválon a Gyergyai aprószentek című koreográfiáért
- 2022. június a „497” című táncszínházi performance a nagybányai ATELIER Nemzetközi Színház fesztivál versenyprogramjában elnyerte a legjobb koreográfia és a legjobb zene díját
- 2022. szeptemberétől a Sapientia Erdélyi Magyar Tudományegyetem (Táncművész szak) oktatója
- 2023. június Legjobb Koreográfia díja a Resicabányán megrendezett III. "New Wave Theatre" Nemzetközi Színházi Fesztiválon(„497” című előadás)
- 2024. március 24. „Örökség Alkotói Díj”
- 2024. június 12. Fesztivál Fődíj a „497” című műsornak az Aradi Underground Nemzetközi Színházi Fesztiválon
- 2024. június Legjobb Koreográfia díja a Resicabányán megrendezett IV. "New Wave Theatre" Nemzetközi Színházi Fesztiválon (Carlo Goldoni: Két úr szolgája című előadás)
- 2024. november Koreográfusi nívódíj az „Eszenyői patakmalom” című koreográfiával a Szekszárdi Néptáncfesztiválon[19]
- 2025. június., Koreográfusi I. díj a „Barbarus” című alkotásért a 27. Szolnoki Országos Néptáncfesztiválon
- A Magyar Művészeti Akadémia Ösztöndíjprogramjának 2025- 2028. közötti ösztöndíjasa[20]

## Táncegyüttesek, színházak
- Duna Művészegyüttes, Budapest, Magyarország[21]
- Háromszék Táncegyüttes,Sepsiszentgyörgy, Románia[22]
- Hargita Nemzeti Székely Népi Együttes, Csíkszereda, Románia[23]
- Udvarhely Néptáncműhely, Székelyudvarhely, Románia[24]
- Bekecs Néptáncszínház, Nyárádszereda, Románia[25]
- Nagyvárad Táncegyüttes, Nagyvárad, Románia[26]
- Jókai Színház, Békéscsaba, Magyarország [27]
- Zentai Magyar Kamaraszínház, Zenta, Szerbia[28]
- Napsugár Bábszínház, Békéscsaba, Magyarország[29]
- Aradi Kamaraszínház, Arad, Románia[30]
- Teatrul Municipal Bacovia, Bákó, Románia[31]
- Teatrul de Vest Reşița, Resicabánya, Románia[32]
- Ifjú Szívek Táncszínház, Pozsony, Szlovákia

## Műsorai
- Báli hangulatok a Maros-mentéről, 2009. Tabán Táncegyüttes, Békéscsaba, Magyarország
- Vígan megélhess! 2009. Melbourne, Ausztrália
- Élet és Tánc a Körösök-mentén, 2011. Tabán Táncegyüttes, Békéscsaba, Magyarország
- Hullámzó Csomád, 2015. Tabán Táncegyüttes, Békéscsaba, Magyarország
- „13”- táncdráma (Aradi Kamaraszínház, Arad, Románia), 2015/2016
- Fekete-Piros Karácsony, Szeged Táncegyüttes, 2016. Szeged, Magyarország
- Táncoló Szabadság, 2016. Melbourne, Ausztrália
- Relikvia- Zentai Magyar Kamaraszínház, 2018. Zenta, Szerbia
- Ruszkik haza! 2018. Gyula,Magyarország (Varga Miklós, Olasz Szabó Soma, Tabán Táncegyüttes, Calliope Színjátszó együttes)
- Angyal! Vigyél hírt a csodáról! 2019. Gyula, Magyarország (Nemcsák Károly, Andrády Zsanett, Tabán Táncegyüttes)
- Fehér Foltok, 2019. Nyárádszereda, Románia, Bekecs Néptáncszínház
- Reliktum, 2020. Nyárádszereda, Románia, Bekecs Néptáncszínház
- Ki szívét osztja szét - táncszínházi produkció (Aradi Kamaraszínház, Tabán Táncegyüttes, főszerepben: Varga Miklós) 2019/ 2020
- Ékes Gyergyó, 2020. Csíkszereda, Románia, Hargita Nemzeti Székely Népi Együttes
- Életkerék (gyermek és ifjúsági interaktív műsor) 2022. Csíkszereda, Románia, Hargita Nemzeti Székely Népi Együttes
- „497” (táncszínházi performance) 2022. Békéscsaba, Magyarország Tabán Táncegyüttes, Aradi Kamaraszínház[33]
- „A haza minden előtt; tánc és próza az 1848-as forradalom emlékére” (táncszínházi előadás) 2023. 03. 19. Melbourne, Ausztrália, Magyar Központ[34]
- ECCE HOMO (táncszínházi előadás Munkácsy Mihály kapcsán) 2023/2024 Háromszék Táncegyüttes, Sepsiszentgyörgy, Románia[35]
- Erdélyi ízek, Martin Gála (folklór előadás) Táncháztalálkozó 2024. Budapest, Magyarország
- Magyar vagyok (táncszínházi előadás) 2025. Melbourne, Ausztrália

## Koreográfusként
- A Megfeszíttet-rockopera (Melbourne-i Magyar Kulturális Központ) 2008/2009
- A kőszív - mesedarab (Napsugár Bábszínház - Békéscsaba) 2016/2017
- Ősvigasztalás - színmű (Jókai Színház - Békéscsaba) 2017/2018
- Țara lui Gufi (Teatrul Bacovia - Bákó, Románia) 2017/2018
- Móricz Zsigmond: A zördög (Aradi Kamaraszínház - Arad, Románia) 2018/2019
- „Vágják az erdei utat” (Háromszék Táncegyüttes, Sepsiszentgyörgy) 2018
- Elmúlt Időkből - Bartók & Folk (Duna Művészegyüttes, Budapest) 2019
- János vitéz - táncszínházi produkció (Nagyvárad Táncegyüttes) 2020/2021
- „Megfogyva bár, de törve nem…” Trianon emlékműsor, 2021 Baja, Városi Színház
- „Átöltözés” (Háromszék Táncegyüttes, Sepsiszentgyörgy) 2021
- „Szépséges Mezőség” (Duna Művészegyüttes) 2021
- Tóték (Bekecs Néptáncszínház, Nyárádszereda) 2021/2022
- Tánckincs (Háromszék Táncegyüttes, Sepsiszentgyörgy) 2021/2022
- Istenes (Szigligeti Színház, Nagyvárad) 2022/2023
- "Hőstettükről nem beszélnek…" (Bajai Városi Színház) 2023
- „XX. Század” 1956-os Emlékműsor (Rékasi Károly, Kurkó József Kristóf) 2023 Gyula
- Székelykapu (Duna Művészegyüttes) 2024
- Carlo Goldoni: Két úr szolgája (Teatrul de Vest Reșița) Resicabánya, Románia 2023/2024
- István a Király koncertkeresztmetszet, Gyula 2024

## Publikációi
- Gyűjtések Arad megyében, Folkmagazin[36]
- Recenzió, Zempléni Múzsa[37]

## Médiamegjelenései
- Decemberi ünnepi játékok
- Ausztriában ropták a békéscsabai Tabán Táncegyüttes tagjai
- A tánc Világnapja
- Magyar táncosok a kenguruk földjén
- pontjókor! Farkas Tamás
- Öt kontinens